# Petr Jiráček
Petr Jiráček (* 2. März 1986 in Sokolov) ist ein ehemaliger tschechischer Fußballnationalspieler und heutiger -trainer.

## Spielerkarriere

### Vereine
Jiráček bestritt zwischen 2008 und 2011 100 Ligaspiele für Viktoria Pilsen und wurde mit der Mannschaft 2010 tschechischer Pokalsieger und 2011 Meister.
In der Winterpause 2011/12 wechselte er zum Bundesligisten VfL Wolfsburg, bei dem er einen Vertrag bis zum 30. Juni 2016 unterschrieb. Nachdem er am 21. Januar 2012 im Heimspiel gegen den 1. FC Köln sein Bundesligadebüt gegeben hatte, erzielte er am 10. Februar 2012 (21. Spieltag) beim 3:2-Heimsieg gegen den SC Freiburg seine ersten beiden Bundesligatore. Bis zum Ende der Saison bestritt er insgesamt 13 Spiele für Wolfsburg. Ende August 2012 wechselte Jiráček innerhalb der Liga zum Hamburger SV, der ihn ebenfalls mit einem Vierjahresvertrag bis Ende Juni 2016 ausstattete. In Hamburg spielte er drei Spielzeiten, konnte sich dort aber nicht dauerhaft als Stammspieler durchsetzen.
Am 25. August 2015 kehre Jiráček in seine Heimat zurück und wechselte zu Sparta Prag. Er erhielt beim Hauptstadtklub einen Vierjahresvertrag bis zum 30. Juni 2019. Im Juli 2016 verlieh Sparta Prag Jiráček für eine Saison an den FK Jablonec. Nach Ablauf der Leihe verpflichtete ihn im Sommer 2017 der Ligakonkurrent FC Zlín, bei dem er in der Folge Stammspieler und Mannschaftskapitän wurde. 2021/22 verbrachte er eine Saison beim Zweitligisten SK Prostějov, ehe er im Sommer 2022 zum FC Zlín zurückkehrte und dort in der Hinrunde der Spielzeit 2022/23 noch als spielender Co-Trainer in der zweiten Mannschaft aktiv war.

### Nationalmannschaft
Am 3. September 2011 bestritt Jiráček sein Debüt in der tschechischen Nationalmannschaft im Spiel gegen Schottland. Seinen ersten Treffer erzielte er beim 1:0-Sieg im EM-Qualifikations-Playoff gegen Montenegro. 2012 nahm er mit der Mannschaft an der Europameisterschaft teil und gehörte dort in den Gruppenspielen zu den auffälligsten tschechischen Spielern. Durch zwei Treffer trug er zu den Siegen gegen Griechenland (2:1) und Polen (1:0) und damit zum Erreichen des Viertelfinales bei, in welchem die Mannschaft Portugal unterlag (0:1). Bis September 2014 bestritt Jiráček insgesamt 28 Länderspiele, wurde später jedoch nicht mehr in den Nationalkader berufen.

## Trainerkarriere
Im Sommer 2022 wurde Jiráček zunächst spielender Co-Trainer bei der zweiten Mannschaft seines ehemaligen Vereins FC Zlín, ehe er Mitte November 2022 unter Interimstrainer Vít Vrtělka in den Trainerstab der Profimannschaft aufrückte, dem er auch zuvor bei der zweiten Mannschaft assistiert hatte. Der Ende des Monats neu als Cheftrainer verpflichtete Pavel Vrba behielt daraufhin beide als Co-Trainer in seinem Trainerteam. Als sich der Verein ein Jahr später im Oktober 2023 von Vrba trennte, wurden auch Jiráček und Vrtělka von ihrer Arbeit entbunden.

## Privatleben
Im Juni 2014 heiratete Jiráček seine langjährige Freundin Linda Vilingerová.